# Zoulikha
Hassina Laouadj (6 tháng 12 năm 1957 - 15 tháng 11 năm 1994), được biết đến với cái tên Zoulikha, là một ca sĩ người Algérie của nhạc Chaoui nổi tiếng trong thập niên 1970.
Giống như ca sĩ Teldja, hoạt động cùng thời, bà đã hồi sinh những bài hát Berber truyền thống cho một thế hệ mới.